# Софіївка (Луцький район)
Софі́ївка — село в Україні, у Луцькому районі Волинської області. Входить до складу Горохівської міської громади. Населення становить 115 осіб.

## Історія
У 1906 році село Скобелецької волості Володимир-Волинського повіту Волинської губернії. Відстань від повітового міста 62 верст, від волості 11. Дворів 58, мешканців 427.
12 червня 2020 року, відповідно до розпорядження Кабінету Міністрів України № 708-р «Про визначення адміністративних центрів та затвердження територій територіальних громад Волинської області», село увійшло в склад Горохівської міської громади.
19 липня 2020 року, в результаті адміністративно-територіальної реформи та ліквідації Горохівського району, село увійшло до складу новоутвореного Луцького району.

## Населення
Згідно з переписом УРСР 1989 року чисельність наявного населення села становила 116 осіб, з яких 55 чоловіків та 61 жінка.
За переписом населення України 2001 року в селі мешкало 113 осіб. 100 % населення вказало своєю рідною мовою українську мову.

## Відомі особистості
В поселенні народився:
- Кулішер Михайло Гнатович (1847—1919) — російський публіцист, етнограф, дослідник історії первісного права.